# Guillaume Cliche-Rivard
Guillaume Cliche-Rivard né en 1989 à Saint-Jean-sur-Richelieu, est un avocat et homme politique québécois. En mars 2023, il devient député de la circonscription de Saint-Henri–Sainte-Anne à l'Assemblée nationale du Québec sous la bannière de Québec solidaire.

## Biographie
Guillaume Cliche-Rivard naît en 1989 à Saint-Jean-sur-Richelieu.
Après un baccalauréat en relations internationales et droit international en 2011 (UQAM), Guillaume Cliche-Rivard obtient en 2013 une maîtrise en développement international (Oxford Brookes University) et un baccalauréat en droit l'année suivante (UQAM). 
Avocat spécialisé en immigration, il est membre du Conseil d'administration de l'Association québécoise des avocats et avocates en droit de l'immigration (AQAADI) à partir de 2016, il en est le président de juillet 2018 à juin 2021. À ce titre, il dépose notamment une demande d’injonction contre le gouvernement Legault et la mise au rebut de 18 000 dossiers du Programme de l'expérience québécoise, ce forçant la reprise de traitement jusqu'à ce que le projet de loi 9 soit adopté sous bâillon peu après. 
Dans le cadre professionnel, il est notamment l'avocat des « anges gardiens » d'Edward Snowden pour leur demande d'asile et de Mamadi Camara, immigré accusé à tort d’agression sur des policiers. En mars 2022, il est l'avocat de l’AQAADI dans le cadre d'une poursuite contre Immigration Canada, mettant en cause les longs délais de traitement des dossiers des travailleurs qualifiés du Québec (28 mois contre 6 mois dans le reste du Canada). 
Quelques jours plus tard, il annonce se lancer en politique avec Québec solidaire (QS) dans le cadre de l'élection générale de 2022. Investi par le parti, il affronte Dominique Anglade, cheffe du Parti libéral du Québec, dans un fief de ce parti. Au soir de l'élection, il termine deuxième, nettement distancée par Anglade mais augmentant le score de QS de près de quatre points. Après la défaite historique du Parti libéral, la députée réélue annonce rapidement son départ de la vie politique et quitte son siège le 1er décembre.
À la suite de la démission de Dominique Anglade, il se représente lors de l'élection partielle de mars 2023, la circonscription étant une cible prioritaire de Québec solidaire. Le 13 mars, il est élu député avec 44,5 % des votes et une majorité de 2 758 voix, mettant fin à 29 ans de règne libéral dans Saint-Henri–Sainte-Anne. Il devient le premier député de cette formation en poste sans avoir prononcé serment d'allégeance au roi.

## Résultats électoraux
|                                                                                               | Nom                     | Parti                    | Nombre de voix | %      | Maj.  |
| --------------------------------------------------------------------------------------------- | ----------------------- | ------------------------ | -------------- | ------ | ----- |
|                                                                                               | Guillaume Cliche-Rivard | Québec solidaire         | 7 897          | 44,5 % | 2 758 |
|                                                                                               | Christopher Baenninger  | Libéral                  | 5 139          | 29 %   | -     |
|                                                                                               | Andréanne Fiola         | Parti québécois          | 2 025          | 11,4 % | -     |
|                                                                                               | Victor Pelletier        | Coalition avenir         | 1 661          | 9,4 %  | -     |
|                                                                                               | Lucien Koty             | Conservateur             | 478            | 2,7 %  | -     |
|                                                                                               | Jean-Pierre Duford      | Vert                     | 251            | 1,4 %  | -     |
|                                                                                               | Ian Denman              | Parti canadien du Québec | 113            | 0,6 %  | -     |
|                                                                                               | Jean-François Racine    | Climat Québec            | 67             | 0,4 %  | -     |
|                                                                                               | Beverly Bernardo        | Indépendant              | 47             | 0,3 %  | -     |
|                                                                                               | Jean-Charles Cléroux    | Démocratie directe       | 39             | 0,2 %  | -     |
|                                                                                               | Shawn Lalande McLean    | Accès propriété          | 30             | 0,2 %  | -     |
| Total                                                                                         | Total                   | Total                    | 17 747         | 100 %  |       |
| Le taux de participation lors de l'élection était de 31,1 % et 133 bulletins ont été rejetés. |                         |                          |                |        |       |

|                                                                                               | Nom                          | Parti              | Nombre de voix | %      | Maj.  |
| --------------------------------------------------------------------------------------------- | ---------------------------- | ------------------ | -------------- | ------ | ----- |
|                                                                                               | Dominique Anglade (sortante) | Libéral            | 11 728         | 36,2 % | 2 736 |
|                                                                                               | Guillaume Cliche-Rivard      | Québec solidaire   | 8 992          | 27,7 % | -     |
|                                                                                               | Nicolas Huard-Isabelle       | Coalition avenir   | 5 751          | 17,7 % | -     |
|                                                                                               | Julie Daubois                | Parti québécois    | 2 683          | 8,3 %  | -     |
|                                                                                               | Mischa White                 | Conservateur       | 2 063          | 6,4 %  | -     |
|                                                                                               | Jean-Pierre Duford           | Vert               | 620            | 1,9 %  | -     |
|                                                                                               | Janusz Kaczorowski           | Bloc Montréal      | 530            | 1,6 %  | -     |
|                                                                                               | Esther Gaudreault            | Démocratie directe | 73             | 0,2 %  | -     |
| Total                                                                                         | Total                        | Total              | 32 440         | 100 %  |       |
| Le taux de participation lors de l'élection était de 57,8 % et 357 bulletins ont été rejetés. |                              |                    |                |        |       |